# Rajd Reykjavíku
Rajd Reykjavíku (Rallý Reykjavík) – islandzki rajd samochodowy, organizowany w ramach mistrzostw kraju. Pierwsza edycja zawodów odbyła się w 1980 roku.

## Zwycięzcy
| Rok  | Kierowca                   | Pilot                      | Samochód                  |
| ---- | -------------------------- | -------------------------- | ------------------------- |
| 1980 | Finn Rylh Anderson         | Jan Johannson              | Datsun 160J               |
| 1981 | Ómar Ragnarsson            | Jón R. Ragnarsson          | Renault 5                 |
| 1982 | Hafsteinn Hauksson         | Birgir Viðar Halldórsson   | Ford Escort               |
| 1983 | Ómar Ragnarsson            | Jón R. Ragnarsson          | Toyota Corolla            |
| 1984 | Ómar Ragnarsson            | Jón R. Ragnarsson          | Toyota Corolla            |
| 1985 | Saku Vierimaa              | Erkki Vanhanen             | Opel Manta                |
| 1986 | Þórhallur Kristjánsson     | Gunnlaugur Rögnvaldsson    | Talbot Sunbeam Lotus      |
| 1987 | Jón R. Ragnarsson          | Rúnar Jónsson              | Ford Escort               |
| 1988 | Jón R. Ragnarsson          | Rúnar Jónsson              | Ford Escort               |
| 1989 | Ólafur Sigurjónsson        | Halldór Sigurjónsson       | Talbot Sunbeam Lotus      |
| 1990 | Ólafur Sigurjónsson        | Halldór Sigurjónsson       | Talbot Sunbeam Lotus      |
| 1991 | Saku Vierimaa              | Hasse Kallström            | Lancia Delta Integrale    |
| 1992 | Ásgeir Sigurðsson          | Sigurður Bragi Guðmundsson | MG Metro 6R4              |
| 1993 | Ásgeir Sigurðsson          | Sigurður Bragi Guðmundsson | MG Metro 6R4              |
| 1994 | Ásgeir Sigurðsson          | Sigurður Bragi Guðmundsson | MG Metro 6R4              |
| 1995 | Ásgeir Sigurðsson          | Sigurður Bragi Guðmundsson | MG Metro 6R4              |
| 1996 | Rúnar Jónsson              | Jón R. Ragnarsson          | Mazda 323 4x4 Turbo       |
| 1997 | Sigurður Bragi Guðmundsson | Rögnvaldur Pálmason        | MG Metro 6R4              |
| 1998 | Sigurður Bragi Guðmundsson | Rögnvaldur Pálmason        | MG Metro 6R4              |
| 1999 | Rúnar Jónsson              | Jón R. Ragnarsson          | Subaru Impreza            |
| 2000 | Rúnar Jónsson              | Jón R. Ragnarsson          | Subaru Impreza            |
| 2001 | Rúnar Jónsson              | Jón R. Ragnarsson          | Subaru Impreza            |
| 2002 | Baldur Jónsson             | Jón R. Ragnarsson          | Subaru Legacy             |
| 2003 | Baldur Jónsson             | Jón R. Ragnarsson          | Subaru Legacy             |
| 2004 | Sigurður Bragi Guðmundsson | Ísak Guðjónsson            | Ford Focus                |
| 2005 | Sigurður Bragi Guðmundsson | Ísak Guðjónsson            | Mitsubishi Lancer Evo V   |
| 2006 | Daníel Sigurðarson         | Ásta Sigurðardóttir        | Mitsubishi Lancer Evo VI  |
| 2007 | Daníel Sigurðarson         | Ásta Sigurðardóttir        | Mitsubishi Lancer Evo VI  |
| 2008 | Jón Bjarni Hrólfsson       | Borgar Olafsson            | Mitsubishi Lancer Evo VII |
| 2009 | Stuart Jones               | Ísak Guðjónsson            | Mitsubishi Lancer Evo X   |
| 2010 | Pétur Sigurbjörn Pétursson | Björn Ragnarsson           | Mitsubishi Lancer Evo VI  |
| 2011 | Sigurður Bragi Guðmundsson | Ísak Guðjónsson            | Mitsubishi Lancer Evo VII |
| 2012 | Marian Sigurðarson         | Ísak Guðjónsson            | Mitsubishi Lancer Evo     |
| 2013 | Sigurður Bragi Guðmundsson | Ísak Guðjónsson            | Mitsubishi Lancer Evo VII |
| 2014 | Daníel Sigurðarson         | Ásta Sigurðardóttir        | Subaru Impreza GT         |
| 2015 | Baldur Haraldsson          | Aðalsteinn Símonarson      | Subaru Impreza STi        |
| 2016 | Daníel Sigurðarson         | Ásta Sigurðardóttir        | Subaru Impreza STi N12    |
| 2017 | Eyjólfur Melsteð           | Heimir Snaer Jónsson       | Jeep Grand Cherokee       |
| 2018 | Baldur Arnar Hlöðversson   | Heimir Snaer Jónsson       | Subaru Impreza STi        |
| 2019 | Baldur Arnar Hlöðversson   | Heimir Snaer Jónsson       | Subaru Impreza STi        |
| 2020 | Daníel Sigurðarson         | Erika Eva Arnarsdóttir     | Mitsubishi Lancer Evo VI  |
| 2021 | Gunnar Karl Jóhannesson    | Ísak Guðjónsson            | Mitsubishi Lancer Evo X   |